# Робокап
Робокап (енгл. RoboCop) је амерички акциони филм из 1987. године, режисера Пола Верховена и сценариста Едварда Нејмејера и Мајкла Мајнера. У главним улогама су Питер Велер, Ненси Ален, Дан О'Херлихи, Рони Кокс, Куртвуд Смит и Мигел Ферер. Филм је смештен у Детроит у будућности, а радња се одвија око полицајца Алекса Марфија, кога након убиства од стране криминалаца, научници преобразе у киборга, роботског полицајца познатог као Робокап, који би требало да заустави талас криминала у граду по наредби фиктивне мегакорпорације ОЦП.
Иако је део публике приговарао филму због насиља, већина критике је била похвална и у филму видела алегорију на Реганову Америку 1980-их, тј. приватизације и све више довођења неолибералног капитализма и корпоратизма у друштво. Остале теме у причи су сарадња са криминалцима и корпорација, утицај медија, џентрификација, корупција, ауторитаризам, похлепа, приватизација, капитализам, идентитет и људска нарав. Снимљен уз скроман буџет, Робокап је постигао велики успех и зарадио 53,4 милиона долара и постао 16. најуспешнији филм из 1987. године у америчким биоскопима. Свеукупно је зарадио преко 100 милиона долара широм света од прихода у биоскопима и видео тржишта. Филм је покренуо франшизу са два наставка, телевизијском серијом, једним римејком, две анимиране серије, видео-играма и стриповима. Сматра се једним од најбољих акционих филмова 1980-их и добио је неколико награда, од којих се нарочито истичу пет награда Сатурн и Оскар за најбољу монтажу звука, док је на додели Оскара био номинован и за најбољу монтажу и најбољи микс звука, а био је номинован и за две награде БАФТА.

## Радња
У дистопијској будућности, Детроит је на ивици колапса због лошег управљања финансијским средствима и високе стопе криминала. Град потписује уговор са мегакорпорацијом Omni Consumer Products (ОЦП) о управљању детроитском полицијом, а да ОЦП, заузврат, обнавља оронуле делове града у луксузну утопију. Други човек ОЦП-а, Ричард „Дик” Џоунс, организује презентацију новог робота-полицајца, ЕД-209. Међутим, робот се поквари и убије једног од чланова управног одбора. Боб Мортон, амбициозни руководилац, искористи прилику да представи свој сопствени експериментални дизајн киборга, Робокапа. Директор је ужаснут неуспехом ЕД-209, те одобри Мортонов план, на шта се Џоунс разгневи.
Патролирајући сектором у надлежности полицијске станице Метро Запад, полицајац Алекс Марфи и његова партнерка Ен Луис се дају у потеру за опаком бандом након оружане пљачке. Током претраге њиховог скровишта, напуштене фабрике челика, Марфи убије једног од чланова банде, али упадне у заседу коју му је поставио вођа банде, Кларенс Бодикер. Бодикерови саучесници отворе ватру из сачмара на Марфија, а Бодикер га упуца у главу. Луисова стиже прекасно да би могла да помогне. Марфи је евакуисан хеликоптером, али подлегне повредама у ургентном центру.
ОЦП преузме Марфијево тело и конвертује га у Робокапа. Киборг је програмиран са три главне директиве: да служи јавном поверењу, штити недужне и спроводи закон. Робокап је додељен на Марфијево место у станици Метро Запад, где отпочиње брутално ефикасну кампању против криминала. Међутим, иако је Марфијево памћење избрисано, Робокап почиње да се сећа сцена из Марфијевог живота, укључујући и његову смрт. Луисова потврђује Робокапу да је он Марфи, на његову шокираност. Током патроле, Робокап спречи оружану пљачку од стране Емила Антоновског, једног од чланова Бодикерове банде који је саучествовао у Марфијевом убиству. Емил га препозна, од чега се Робокапу још више врати памћење. Робокап путем полицијске базе података идентификује чланове банде и лоцира своју кућу, која је сада напуштена. У међувремену, по Џоунсовом наређењу, Бодикер убије Мортона.
Робокап лоцира Бодикера у фабрици кокаина, где радници отворе ватру на њега, али их он савлада и ухапси Бодикера, који му том приликом открива да ради за Џоунса. Привевши Бодикера у станицу Метро Запад, Робокап се упути ка седишту ОЦП-а да се суочи са Џоунсом. Међутим, када Робокап покуша да ухапси Џоунса због помагања Бодикеру, он открива до тада скривену четврту директиву, коју му је убацио лично Џоунс: „Покушај хапшења високог руководиоца ОЦП-а резултује се гашењем”. Џоунс признаје своју умешаност у Мортонову смрт и покушава да убије Робокапа уз помоћ робота ЕД-209. Међутим, Робокап побегне у гаражу, где упадне у полицијску заседу. Луисова проналази Робокапа и помогне му да побегне у напуштену челичану да се поправи.
Полиција, разгневљена због ОЦП-овог смањивања плата и отпуштања особља, ступа у штрајк, а Детроит тоне у хаос. Џоунс, издејствовавши ослобађање Бодикера и његове банде, снабде их тешким наоружањем и системом за праћење Робокапа, а затим их пошаље да униште Робокапа. Банда стиже у челичану, али их пресретну Робокап и Луисова. У коначном обрачуну Робокап прободе Бодикера кроз гркљан шиљком за компјутерски интерфејс инсталираним у шаци.
Робокап се врати у седиште ОЦП-а, уништивши ЕД-209 на улазним вратима Бодикеровим оружјем, јуришним топом Кобра. Суочава се са Џоунсом на састанку управног одбора, обелоданивши четврту директиву и свој снимак Џоунсовог признања. Џоунс зграби пиштољ и узме директора за таоца, планирајући да побегне хеликоптером. Директор саопшти Џоунсу да је отпуштен, учинивши четврту директиву ирелевантном и тиме омогућивши Робокапу да га упуца; Џоунс падне са облакодера и погине. Импресиониран и захвалан на спасавању живота, директор упита Робокапа како се зове; он одговори „Марфи” и насмеши се, што значи да је повратио свој осећај људскости.

## Улоге
| Глумац        | Улога                 |
| ------------- | --------------------- |
| Питер Велер   | Алекс Марфи / Робокап |
| Ненси Ален    | Ен Луис               |
| Дан О'Херлихи | директор ОЦП-а        |
| Рони Кокс     | Дик Џоунс             |
| Куртвуд Смит  | Кларенс Бодикер       |
| Мигел Ферер   | Боб Мортон            |
| Реј Вајз      | Леон Неш              |
| Фелтон Пери   | Доналд Џонсон         |